# یونجه خاردار
یونجه خاردار (نام علمی: Medicago polymorpha) نام یک گونه از سرده یونجه است.